# Luci Vesproni Càndid
Luci Vesproni Càndid (llatí: Vespronius Candidus) va ser un militar romà del segle ii.
Va ser nomenat enviat consolar de l'emperador Didi Julià i el senat l'any 193 amb el propòsit de convèncer les forces de Septimi Sever d'abandonar-lo, atès que havia estat declarat enemic públic. La missió va fallir i va estar a punt de morir a mans dels soldats de Sever, que l'odiaven perquè anteriorment havien estat sota les seves ordes i en tenien mal record.
L'any 193 fou utilitzat com a llegat per Sever a l'Àsia Menor contra Pescenni Níger, i el 194 contra els àrabs i altres bàrbars als límits de Síria i Mesopotàmia. Va guanyar la batalla de Nicea, i conjuntament amb Laterà va reduir a l'obediència els prínceps d'Adiabene i Osroene.